# فرخ‌آباد (مشهد)
فرخ‌آباد روستایی در دهستان کنویست بخش مرکزی شهرستان مشهد استان خراسان رضوی ایران است.